# Budapest polgármestereinek listája
Az alábbi felsorolás Budapest polgármestereit tartalmazza Budapest 1873. évi létrejöttétől a polgármesteri tisztség 1950. évi megszűnéséig.
- Kamermayer Károly (1873–1896)
- Márkus József (1896–1897)
- Halmos János (1897–1906)
- Bárczy István (1906–1918, 1912–1913-ban és 1913–1918-ban egyben főpolgármester-helyettes is)
- Bódy Tivadar (1918–1920)[1]
- Sipőcz Jenő (1920–1934)
- Szendy Károly (1934–1944)
- Farkas Ákos (1944–1945)
- Csorba János (1945)
- Vas Zoltán (1945)
- Kővágó József (1945–1947)
- Bognár József (1947–1949)
- Pongrácz Kálmán (1949–1950)